# バクトリア

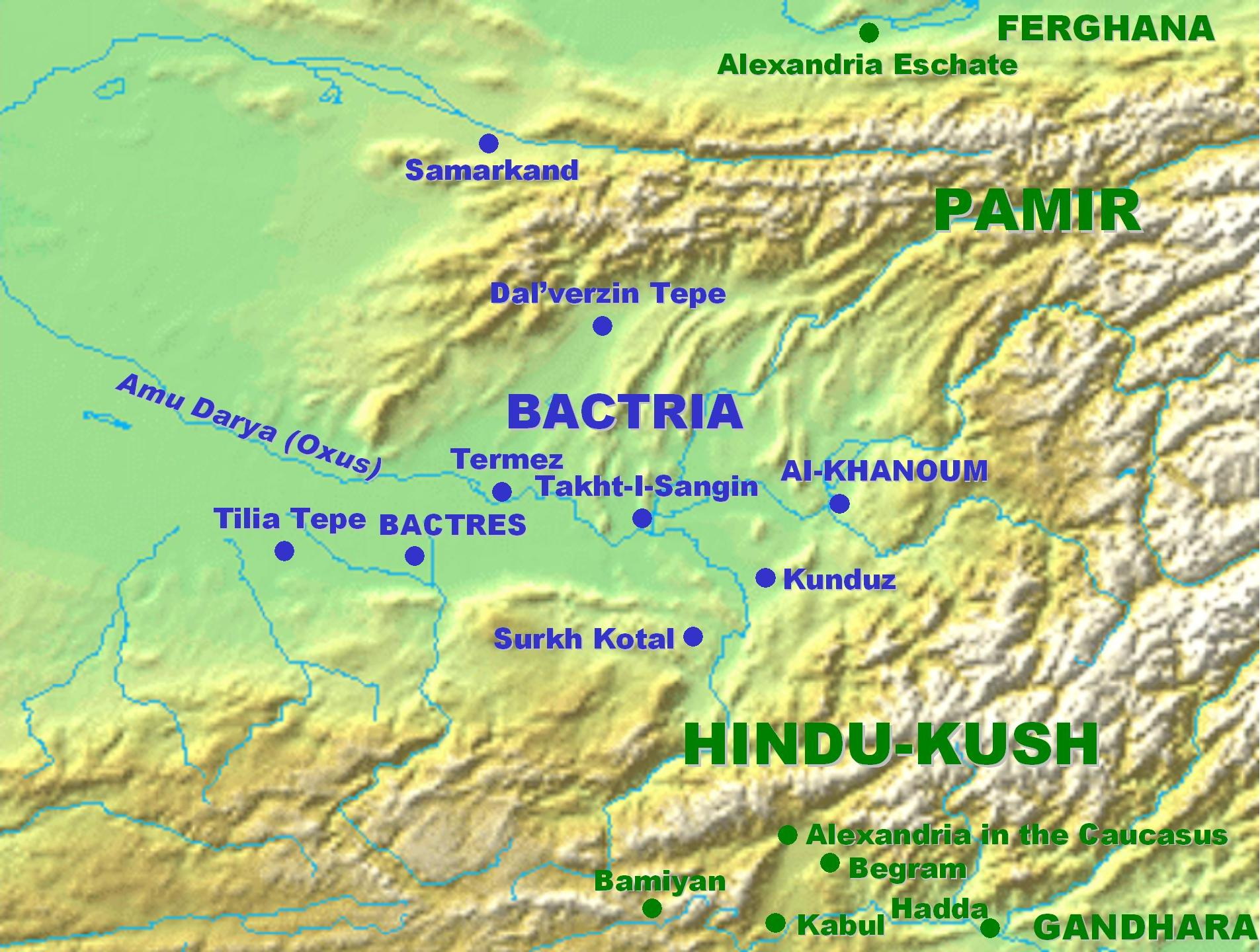
バクトリアの範囲

バクトリア（Bactria）は、バクトリアーナ（バクトリアナ）、トハーリスターン（トハリスタン）とも呼ばれ、ヒンドゥークシュ山脈とアム（オクサス）川の間に位置する中央アジアの歴史的な領域の古名。
現在はイランの北東の一部、アフガニスタン、タジキスタン、ウズベキスタンおよびトルクメニスタンの一部に当たる。かつてその領域にはグレコ・バクトリア王国などが栄えた。

## 歴史

### オアシス都市バークトリシュ
バクトリアが最も古く現れる史料は、アケメネス朝のダレイオス1世（在位：前522年 - 前486年）によって建てられた『ベヒストゥン碑文』にバークトリシュ（Bâkhtriš）とあるのが初見である。バクトリアはヘラート、メルヴ、サマルカンドなどとともに中央アジアにおけるイラン系民族によって建設された最古のオアシス都市の一つである。首都のバクトラは現在のバルフに比定されている。現在、バルフは人口数百の小さな村落にすぎないが、村の近くには城壁に囲まれた巨大な廃墟がある。多くの西洋学者はこの遺跡をバクトラに比定し、しばしば発掘調査を試みたが、今までのところバクトラに比定すべき証拠は発見されていない。一説には現在のバルフは古代のバクトラではなく、バクトラはもっとアム川に近いところにあったともいわれている。しかし、バルフの付近には古代ゾロアスター教の祭壇の遺跡もあり、バクトリアの貨幣も多く出土している。

### ゾロアスター教の中心地
ペルシア文明に大きな影響を与えたゾロアスター教の開祖であるゾロアスターは、古くからバクトリアの人だという伝説がある。この点については諸説あって不明だが、少なくともアケメネス朝時代にはバクトラがゾロアスター教の中心地の一つであったことは明らかである。また、ゾロアスターの年代についても諸説あるが、古いペルシアの伝説では、ゾロアスターはアレクサンドロスの侵入より258年前の人だとされている。彼は70歳で死んだといわれているので、もしこの伝説をとるならば、紀元前6世紀頃の人物であるといえ、この時代はちょうどアケメネス朝の初期にあたる。

### ペルシア人とサカ人の共同支配
紀元前6世紀のバクトリアの人口の主要部分、少なくともその支配階級はペルシア人とスキタイ人とによって構成されていたものと考えられるが、スキタイ系のサカ人がこの地域にペルシア人よりも早くから住んでいたことは、ヘロドトスや、その後のストラボンなどが伝えているバクトリアの習俗によっても知られる。サカ人に遅れてバクトリアに侵入し、これを征服したペルシア人は、サカ人やその他の先住民の支配者となったが、その数は多くはなかったので、険要な地を選び、城や砦を築いて住み着いた。彼らは、その軍事力と組織力によって原住民の社会秩序を維持するとともに、税を徴収していたものと思われる。ローマ時代の史料によると、バクトリアは7000人の貴族によって支配されていたという。また、ヘロドトスがしばしば「バクトリア人とサカ人」と並称させているところからみても、ペルシア人と先住のサカ人が共同して支配階級を構成していたものと思われる。

### アケメネス朝の支配下

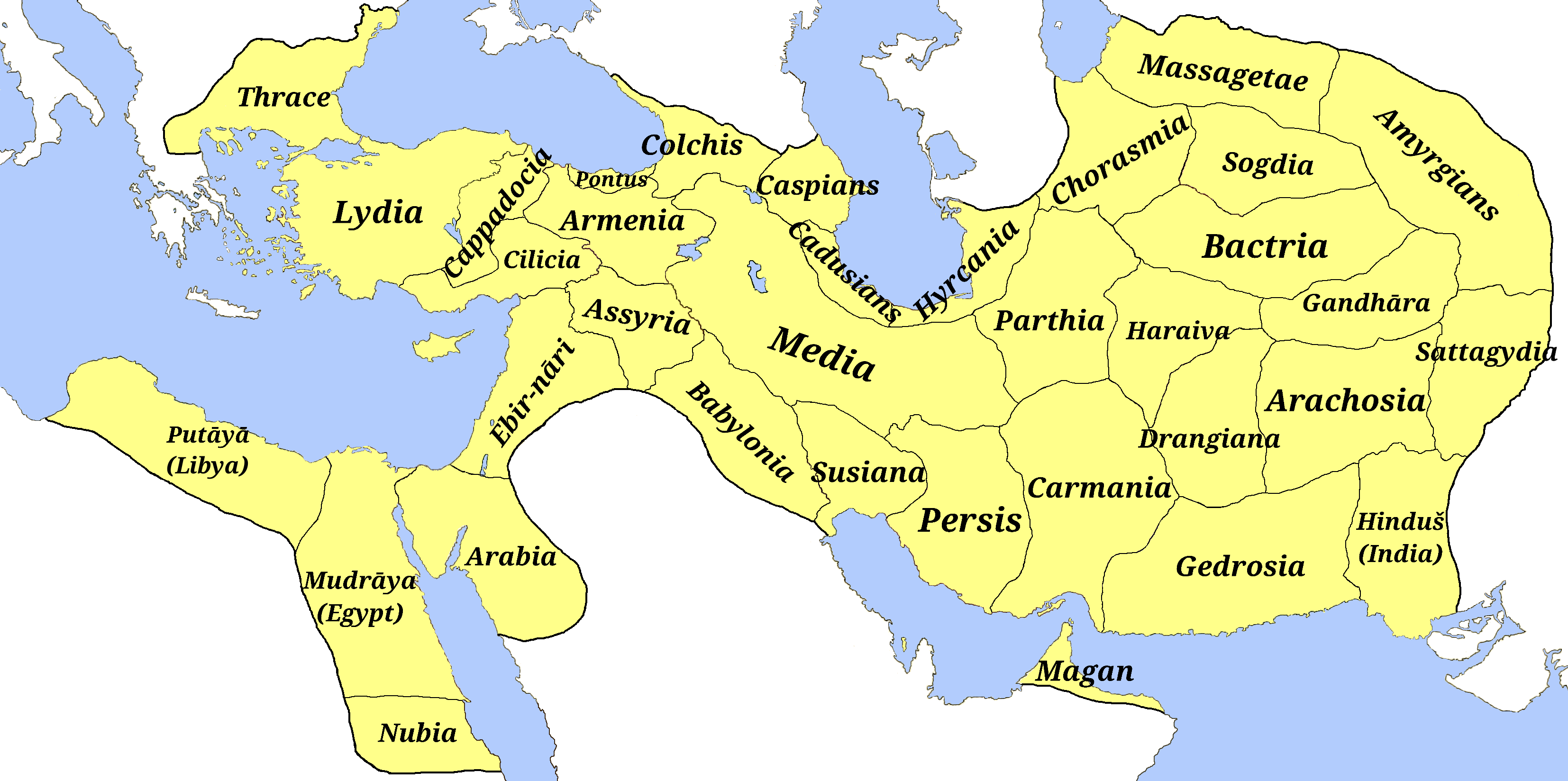
アケメネス朝のバクトリア属州の位置（右上）

ペルシア人がバクトリアに進出したのは、紀元前6世紀より古いことは確かであるが、ペルシアがこの東方の豊かな地方を完全に支配下に置くようになったのは、アケメネス朝のキュロス2世（在位：前559年 - 前529年）の時代である。キュロス2世はアケメネス朝に対するスキタイ人の脅威に対抗するために、親征して中央アジアのスキタイ人をヤクサルテス（シル）川北方に撃退し、この危険な遊牧民の南下を防ぐためにオクサス（アム）川北方のソグディアナ・キュロポリスとして知られる都市を建設した。しかし、アケメネス朝の首都スーサから遠いバクトリアやソグディアナを直接支配することは困難であったので、キュロス2世はスメルディス王子をバクトリアのサトラップ（総督）に任命した。その後、キュロス2世はバクトリアの北方国境を脅かしたスキタイ系のマッサゲタイ人と戦って戦死する。キュロス2世の死後、数年にわたって混乱が続いたが、紀元前522年にダレイオス1世（在位：前522年 - 前486年）が帝位に就くと、キュロス2世によって建設されたアケメネス帝国はここに完成することとなる。ダレイオス1世はその広大な領土を再編成し、全国を30の行政区画（サトラッピ）に分け、それぞれにサトラップを置いた。ここにおいてバクトリアはアケメネス朝第12番目のサトラッピ（州）となり、中央に対する納付年額は360タレントと定められた。この金額はアッシリアの納付額1000タレントと比べるとそれほど多いものではないが、当時の開発程度から見てそれほど少ない額でもなかった。
紀元前512年、ダレイオス1世はバクトリアを根拠地として西北インドに遠征隊を送り、西インドと紅海をつなぐ航路を開拓した。その結果としてインダス河口からペルシア湾に達する貿易路が開設された。また、西北インドにアラム文字がもたらされ、カローシュティー文字の起源はバクトリア経由のペルシアとインドの交流によるものと考えられる。
アケメネス朝でクセルクセス1世（在位：前486年 - 前465年）が即位すると、バクトリア総督にその弟のマシステスが任命された。マシステスは紀元前480年のギリシア遠征に、バクトリア軍を率いて従軍した。この遠征隊の中にはバクトリアのペルシア人とサカ人の騎兵隊が含まれていたという。しかしその後、マシステスは宮廷内の陰謀によって生命を失い、代わって弟のヒスタスペスがバクトリア総督に任命された。クセルクセス1世の死からアレクサンドロスの侵入までの歴史は不明であるが、バクトリアはアケメネス朝にとって重要な東方領であり、常に北方のスキタイ系遊牧民の脅威にさらされていた。このバクトリアを効率的に防衛するには、オクサス川以北の地（ソグディアナ）の確保が必要であった。

### アレクサンドロスの侵入

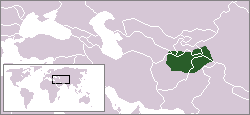
バクトリアの位置（紀元前320年）

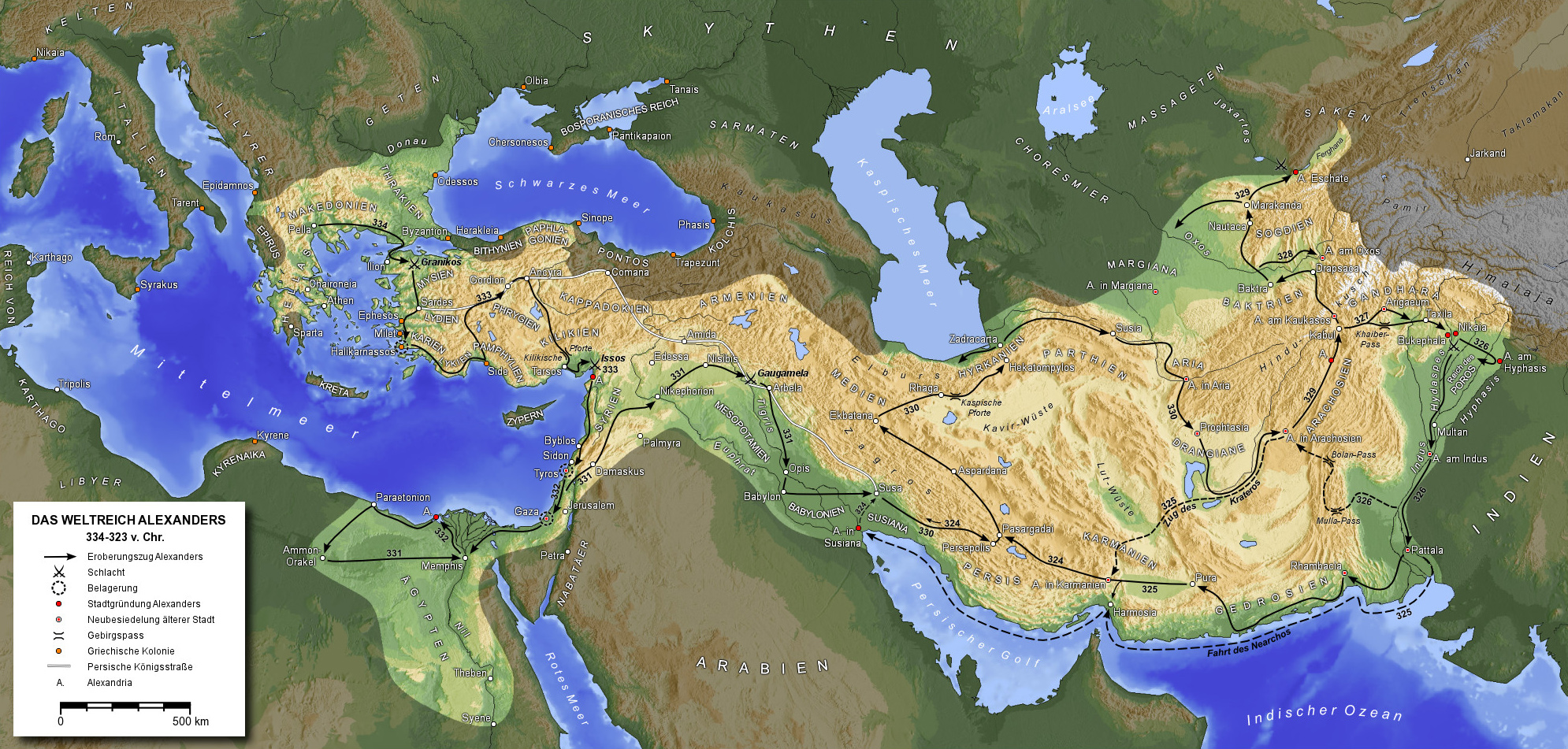
「アレクサンドロス帝国」の最大領域。

紀元前334年から紀元前331年の4年間にわたって、マケドニア王国のアレクサンドロス3世は、地中海の東海岸からペルセポリスの占領まで疾風のような遠征を行った。アレクサンドロスはアケメネス朝の古都パサルガダエを破壊してダレイオス3世（在位：前336年 - 前330年）を追跡した。ちょうどその頃、ダレイオス3世の軍中にあったバクトリア総督のベッソスは、貴族階級の支持を受けてダレイオス3世を捕え、アレクサンドロスに引き渡そうとしていた。しかし、その報を受けたアレクサンドロスがカスピ海の東端付近に達すると、ベッソスは恐怖にかられ、ダレイオス3世を殺害して逃走を続けた。まもなくアレクサンドロスは遺棄されたダレイオス3世の遺体を発見し、これを手厚く葬ってやった。ベッソスはアレクサンドロスの追撃を振り切ってバクトラに帰着すると、自ら帝位に就いてアルタクセルクス4世と称した。アレクサンドロスは東方へ進撃し、バクトリア・ソグディアナの征服を意図して紀元前329年にはヒンドゥークシュ山脈を越えてバクトラへ向かった。マケドニア軍の接近を聞いたバクトリア軍の多くはベッソスを棄てて逃亡し、ベッソスはオクサス川を渡ってソグディアナに入り、河岸にあった船を焼いた。しかしマケドニア軍はヒツジやウシの皮袋、手製の筏を使い渡河してソグディアナに侵入、ベッソスを捕えて処刑した。このときベッソスを捕えてアレクサンドロスに引き渡したのは、ベッソスの側近であるスピタメネスであったが、彼はその後、アレクサンドロスの不在に乗じてサマルカンド留守の2部隊を攻撃し全滅させた。その頃アレクサンドロスは、ヤクサルテス川南岸にマケドニア軍兵士の殖民都市（アレクサンドリア）を建設中で、北方のサカ族を攻撃していたが、その報を聞くとサカ族の軍を撤退させた後、サマルカンドに向かった。これを聞いたスピタメネスはオクサス川を渡ってバクトリアへ遁走した。スピタメネスはその後、しばしばソグディアナ・バクトリアを襲撃したが、あるとき遊牧民に殺され、その首はアレクサンドロスに献上されることとなった。こうして紀元前327年までにトゥーラーンの征服を完了したアレクサンドロスは、この地方でイスカンダール、またはイスカンダール・ズルカルナイン（二本角のアレクサンドロス）と呼ばれるようになる。

### セレウコス朝

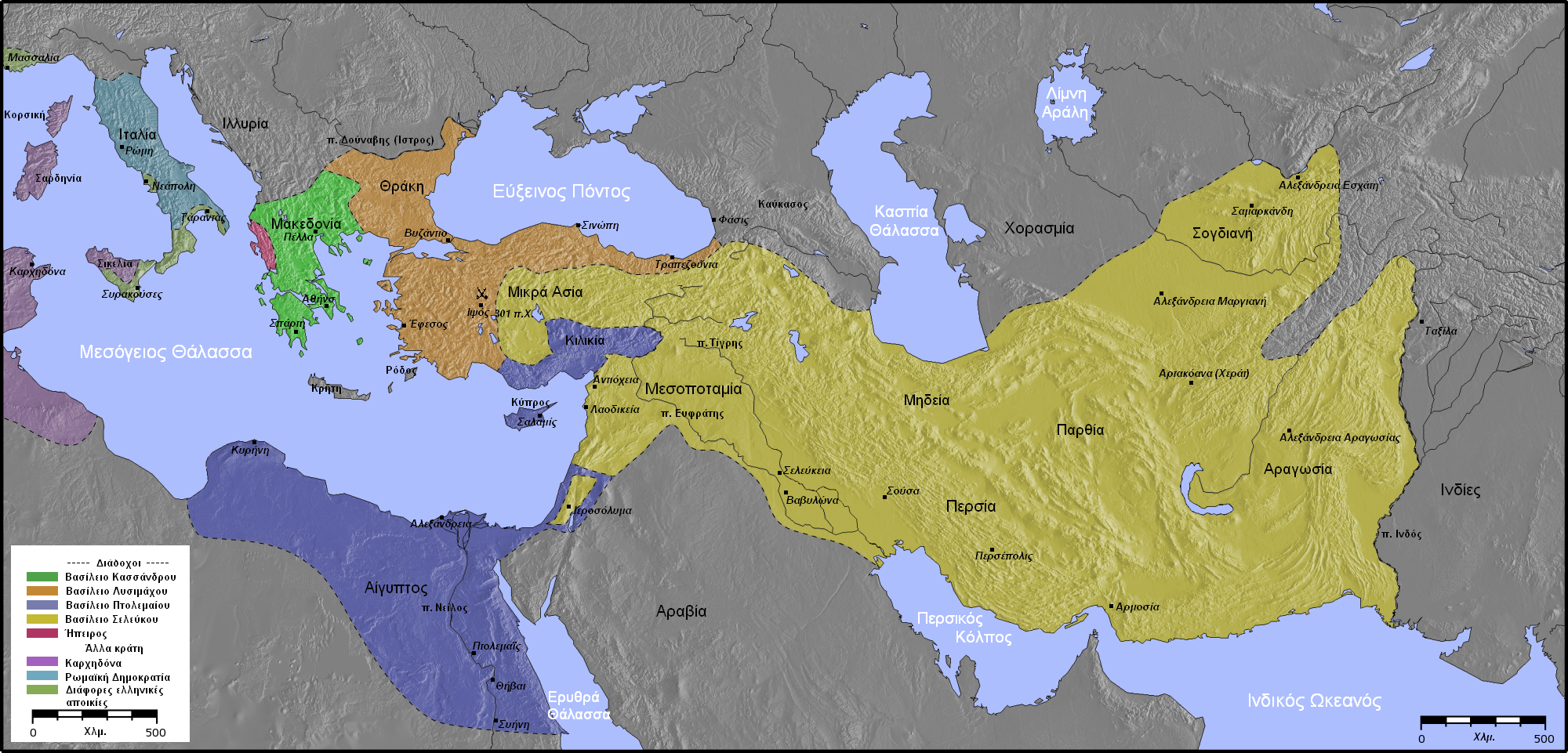
セレウコス朝の最大領域（黄色）。

アレクサンドロスが紀元前323年にバビロンで死去すると、各地で後継者が独立勢力を興し、抗争によって何度かバクトリアの支配者が交替した後、紀元前312年になって将軍のセレウコス勝利王（ニカトール）が掌握した。しかし、紀元前280年にセレウコス1世は部下に殺される。3代目の君主アンティオコス2世テオス（在位：紀元前261年 - 紀元前246年）は、ディオドトスという者にバクトリア・ソグディアナのサトラップ（総督）を任命した。しかしアンティオコス2世が死去すると、その2人の息子の間で王位継承争いが起きたため、各地でセレウコス朝からの離反が始まった。

### グレコ・バクトリア王国

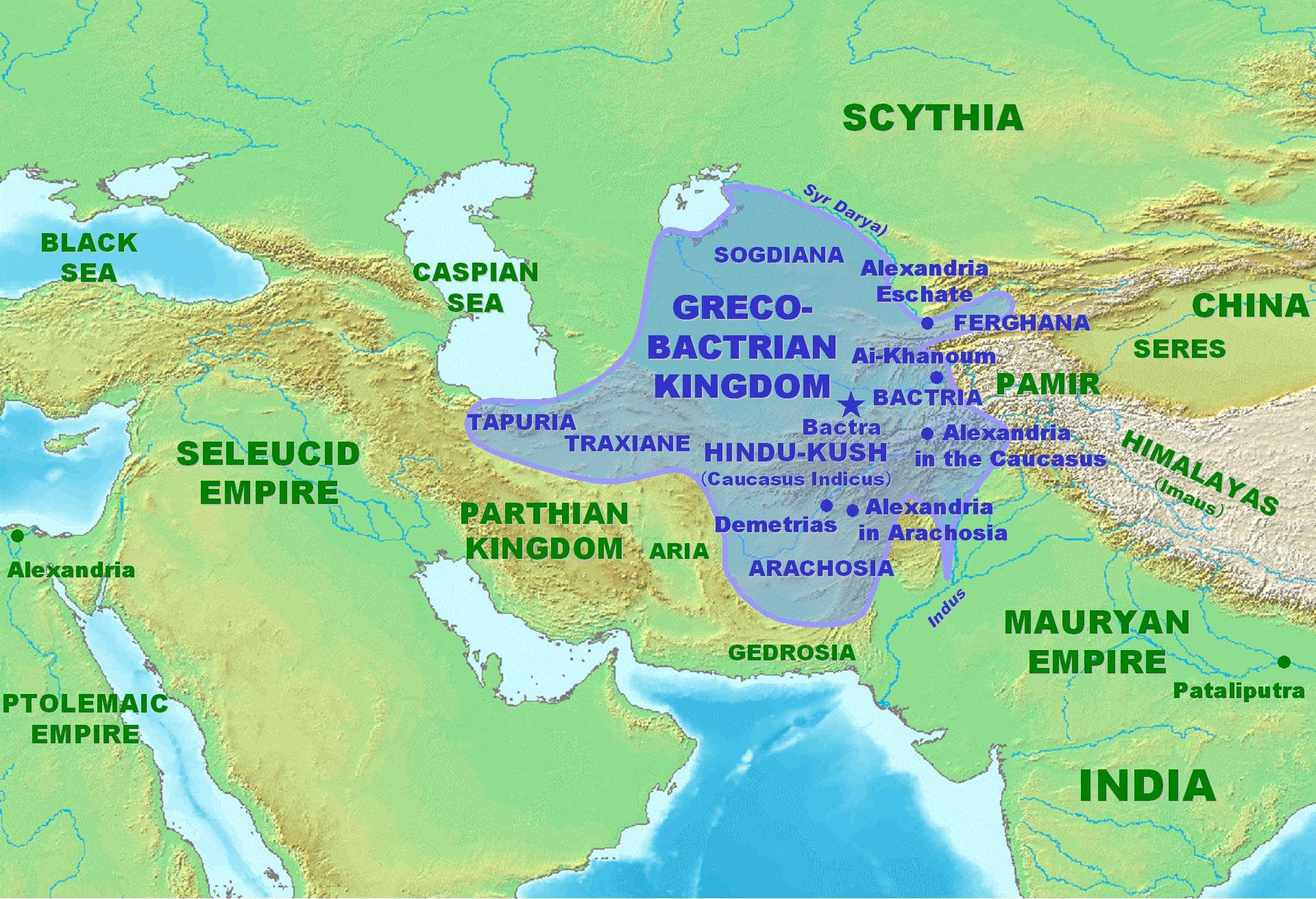
グレコ・バクトリア王国の領域

紀元前250年頃、「千の都市のバクトリア」と呼ばれたこの中央アジアの富裕な地の総督であったディオドトスは、セレウコス朝から独立してグレコ・バクトリア王国を建国したとされるが、この前後のことは明らかではない。
グレコ・バクトリア王国が最も強盛となるのは、紀元前200年 - 紀元前160年頃のデメトリオス1世以後のことで、その頃のバクトリアのギリシア人は、ヒンドゥークシュ山脈中部のカーブル盆地を根拠地として、南東へ向かってインドに侵入し、その西北部では有名な仏教の保護者であるアショーカ王の死で衰退していたマウリヤ朝の領土を奪取した。しかしそのデメトリオスは紀元前160年頃、エウクラティデスに王位を簒奪される。エウクラティデスは自らをマハーラージャと称して、バクトリア王であると同時にインドの支配者であることを宣言した。しかし紀元前156年頃、彼はその息子に殺害され、間もなく西北インドのギリシア人王国（インド・グリーク朝）はメナンドロス1世を最後として消滅してしまい、その子孫たちはインド人の中に吸収されてしまう。一方バクトリア本国に残された少数のギリシア人は、西方のペルシアやメソポタミア、南のインドなどの文明圏にとっては、剽悍なこれらの遊牧騎馬民族の侵入に対する防壁、あるいは緩衝地帯の役割を担っていた。
紀元前3世紀の半ば頃から、カスピ海西方の草原で勢力を拡大しつつあった遊牧民族パルティアは、アレクサンドロスの継承王朝であるセレウコス朝とも、東方のバクトリア王国とも交渉を持っていた。彼らは次第にこの二つのギリシア人国家に対する圧力を増大しつつあったが、バクトリアにとっての脅威はむしろ北方および東方の遊牧民、サカ人とトハラ人であった。サカ人は早くからパルティアに服属したが、トハラ人はソグディアナを占領し、一方ではパルティアと対抗し、南方ではバクトリアに圧力をかけていた。しかし、紀元前4世紀から紀元前3世紀にかけての中央アジアの情勢についての史料が乏しくなり、この頃のバクトリアの歴史が不明瞭となる。

### 張騫の西域訪問

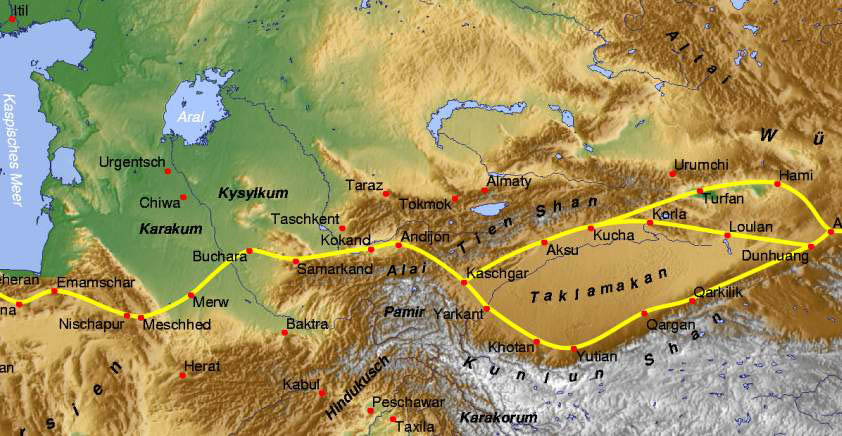
シルクロードとバクトラ（現在のバルフ）。中央下あたりに位置する。

これよりはるか東方、中国大陸を支配する漢帝国は北方の遊牧騎馬民族である匈奴の侵入に悩まされていたが、遂に西方の月氏と共同で匈奴を撃つべく、武帝（在位：前141年 - 前87年）は張騫を使者とした使節団を西域に派遣した。張騫は匈奴に捕われるなどして10年以上かけ、西域の大宛・康居を経て、ようやく大月氏国にたどり着いた。張騫によると、この大月氏国の都は嬀水（オクサス川）の北（ソグディアナ）に在り、その川の南にある大夏を役属させていたという。大夏とはおそらくトハラの転写と思われ、かつてバクトリアに侵入していたトハラ人もしくはトハーリスターン（トハラ人の土地）であると思われる。その大夏の都は藍市城といい、これがバクトラにあたるといわれるが、定かではない。しかし、いずれにしてもこの地がバクトリアであるのは間違いない。
当時のバクトリアは、アシオイ、パシアノイ、トカロイ、サカラウロイなどの侵寇を被っただけでなく、紀元前136年頃からはパルティアの圧力が強くなり、バクトリアのギリシア人は一方でこのような遊牧民と戦うとともに、他方ではヒンドゥークシュ山脈を越えてインド北西部に遠征した。そのため、もともと少数であったギリシア人の数は減少し、紀元前140年～紀元前130年までには、グレコ・バクトリア王国は消滅してしまったらしい。張騫が大夏などの西域を訪れたのはこの後まもなくのことだと思われる。おそらくトハーリスターンと呼ばれるのもこの頃だと思われる（以後トハーリスターンと表記）。

### クシャーナ朝

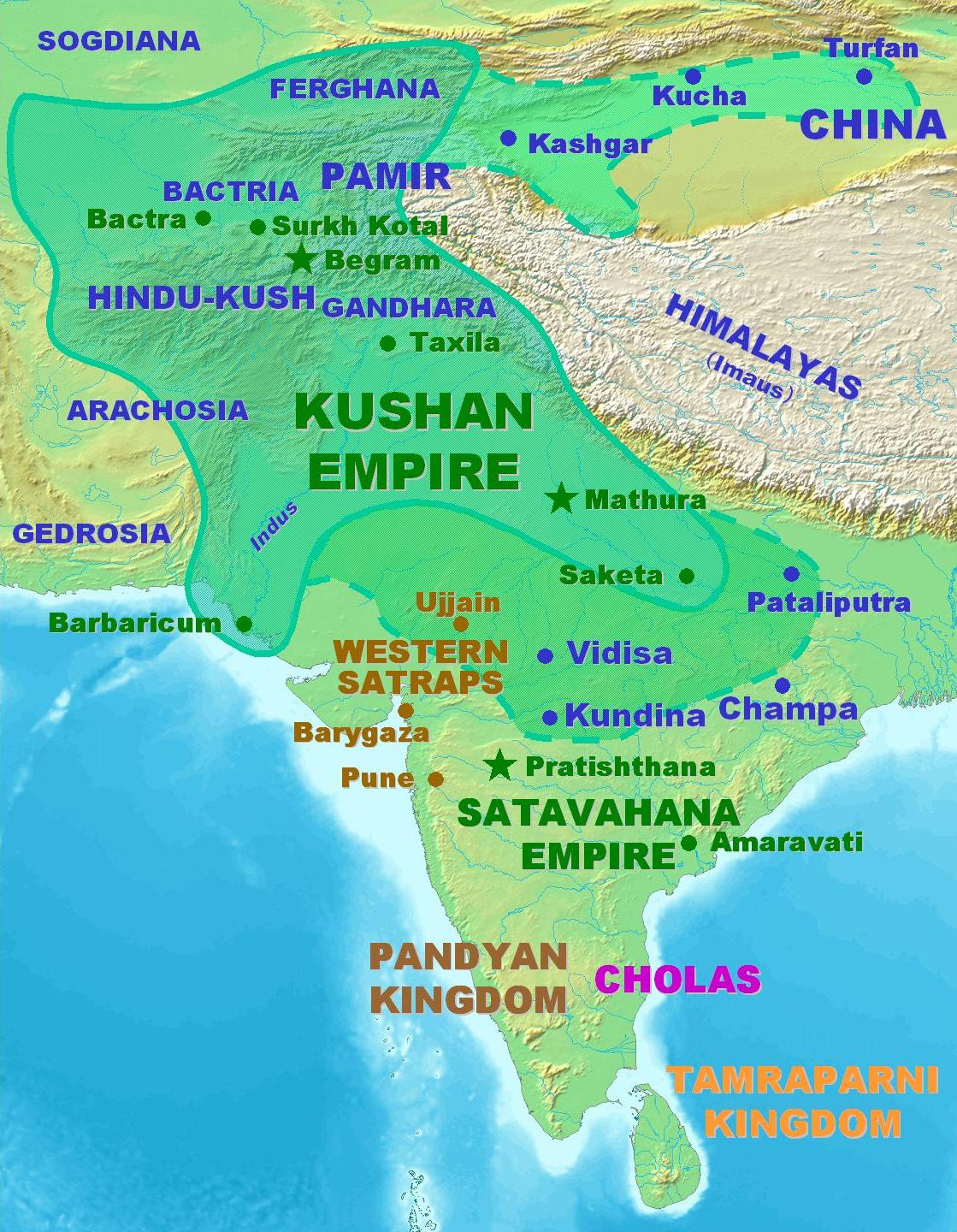
クシャーナ朝の領域

大月氏は大夏を征服すると、その地に和墨城の休密翕侯（きゅうびつきゅうこう）、雙靡城の雙靡翕侯（そうびきゅうこう）、護澡城の貴霜翕侯（きしょうきゅうこう）、薄茅城の肸頓翕侯（きつとんきゅうこう）、高附城の高附臓侯（こうふそうこう）の五翕侯を置いた。
それから100余年が過ぎた時、貴霜翕侯の丘就卻（きゅうしゅうきゃく）が他の四翕侯を滅ぼして、自立して王となり、貴霜王と号した。丘就卻は安息（パルティア）に侵入し、高附（カーブル）の地を取った。また、濮達国や罽賓国を滅ぼし、支配下に置いた。丘就卻は80余歳で死に、その子の閻膏珍（えんこうちん）が代わって王となる。閻膏珍は天竺（インド）を滅ぼし、将一人を置いてこれを監領したという。
ここでの貴霜翕侯とはクシャーナを指し、丘就卻とはクジュラ・カドフィセスに比定される。つまり、次にトハーリスターンを支配したのはクシャーナ朝であった。クシャーナ朝は、トハーリスターンからインド北西部までを支配下に置き、さらに広大な間接支配地域をもっていたものと思われる。しかし、クシャーナ朝はカニシカ1世以後しだいに衰え、3世紀の半ば頃にはサーサーン朝の圧力に屈してその附庸国のような状態になった（クシャーノ・サーサーン朝）。

### キダーラ朝

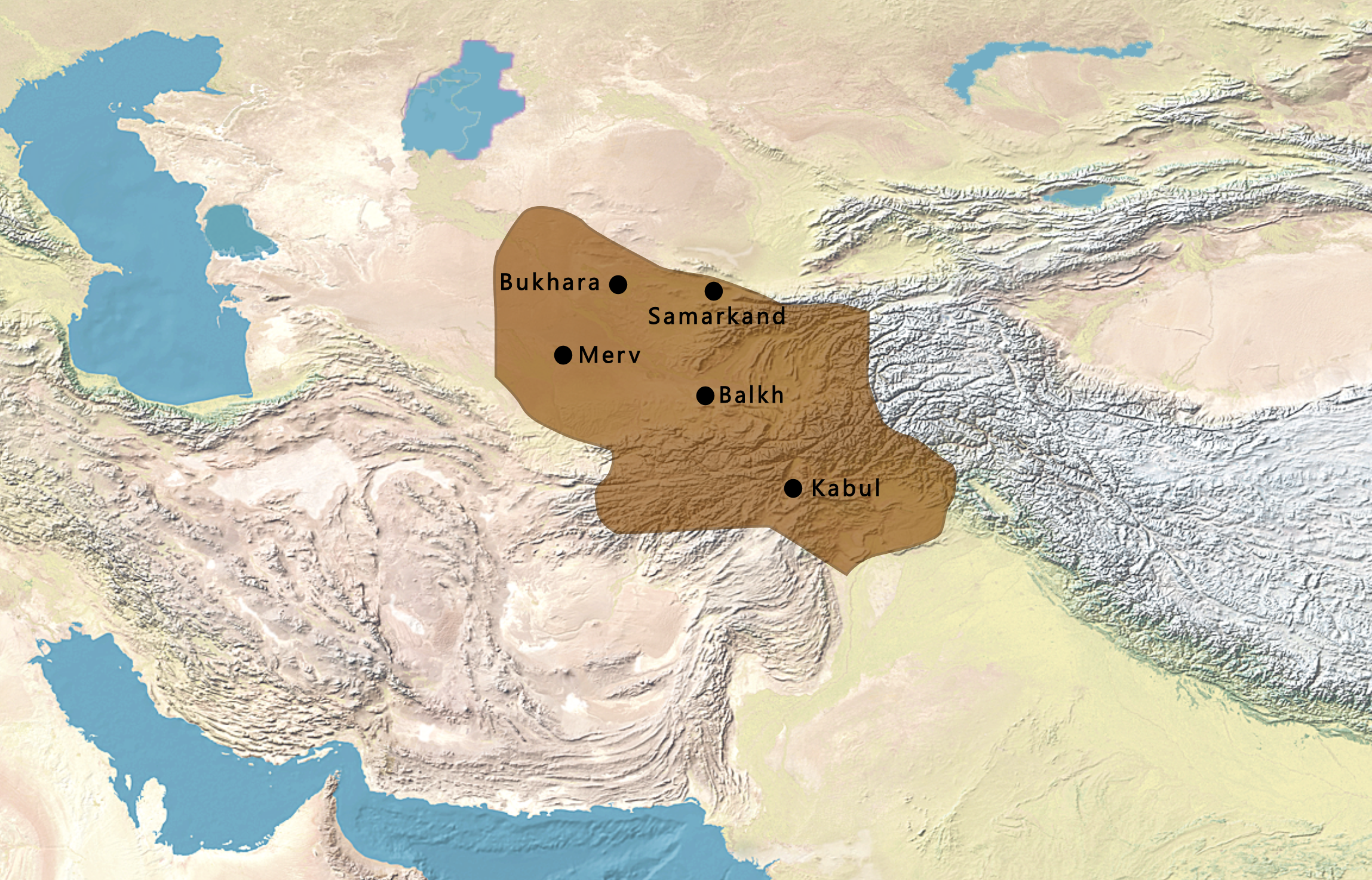
キダーラ朝の領域

5世紀初頭、サーサーン朝の東方政策が緩んだ隙にキダーラという者がこの地を掌握して独立し、キダーラ朝を創始した。しかし、まもなくして北の遊牧民エフタルの侵攻により、5世紀中ごろにはエフタルに滅ぼされた。

### エフタル

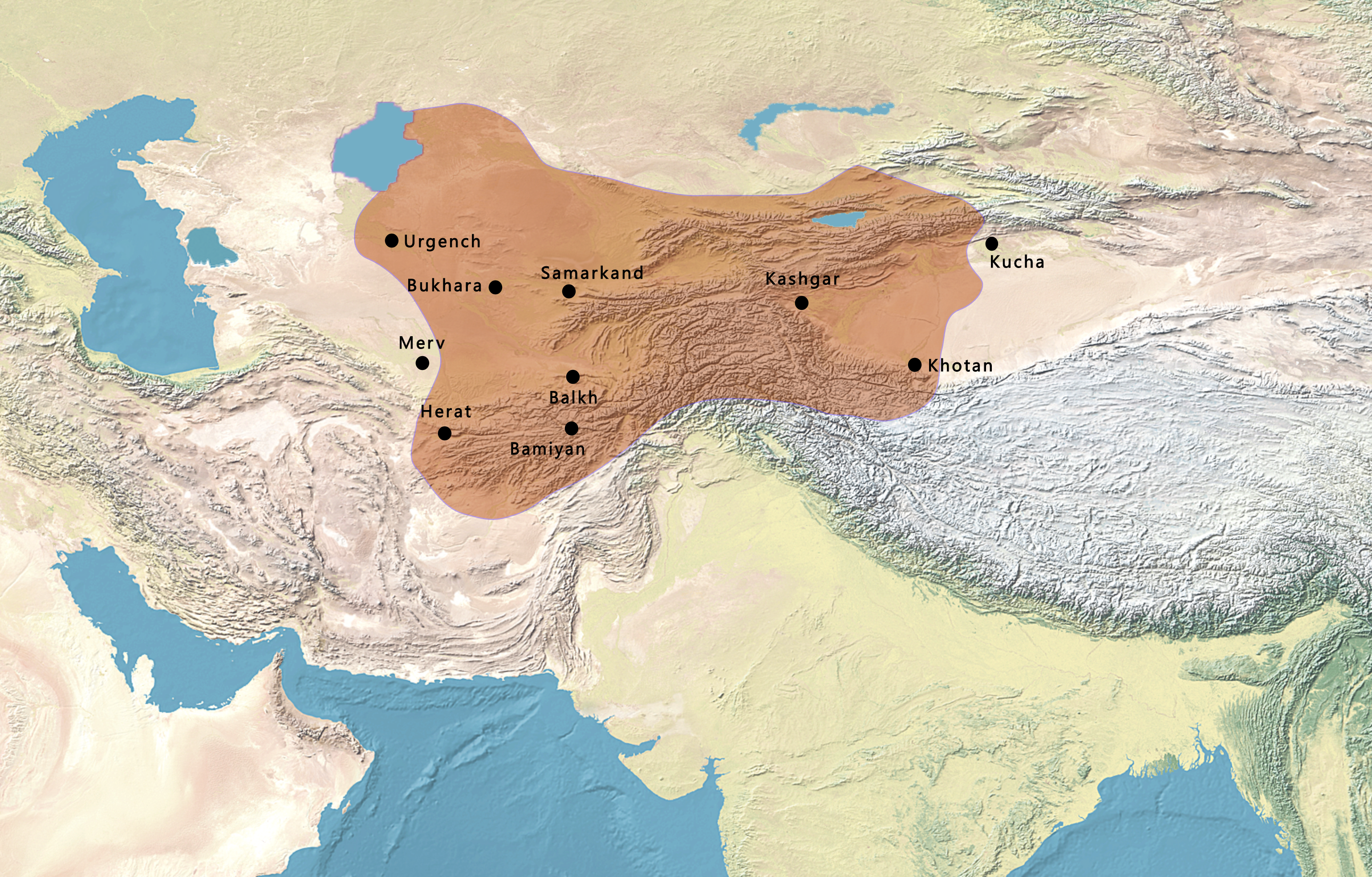
エフタルの領域

エフタルはキダーラ朝に侵入するとともに、カスピ海南東のサーサーン朝に攻撃を仕掛けた。このときサーサーン朝の君主バハラーム5世（在位：420年 - 438年）はすぐさまエフタル討伐に出て、不意を衝かれたエフタルは敗走してオクサス川の北に遁走した。ペーローズ1世（在位：459年 - 484年）の時代になると、エフタルの活動が激しくなり、サーサーン朝のペーローズ1世はカスピ海東北に遠征してエフタルと戦ったものの、敗北を喫し、屈辱的な講和を結ぶこととなった。さらにペーローズ1世は484年にもエフタルと戦うが、そこで戦死してしまう。エフタルの最盛期には中央アジアの広大な領土を支配し、西トルキスタンとインド北西部をその版図とした。しかし、6世紀に入ると、強大なサーサーン朝の相次ぐ攻勢によってエフタルは次第に衰退し、558年に突厥とサーサーン朝の挟撃にあってその10年後には滅亡した。

### 吐火羅国
漢文史料では吐呼羅国、吐火羅国、覩貨邏国などと記されているが、全てトハリスタンを音訳したものである。5世紀～6世紀の吐火羅国は遊牧国家エフタルの支配下にあり、エフタルの滅亡後もその地にはエフタル人と吐火羅人が雑居していた。また、大夏時代の人々は戦を恐れていたのに対し、吐火羅時代になると好戦的で戦闘訓練に励み、兵の数は10万人にのぼったという。
6世紀の中頃、突厥の木汗可汗（在位：553年 - 572年）は叔父の室點蜜（イステミ）に中央アジア攻略を命じ、サーサーン朝と共闘でエフタルを滅ぼした。これ以降、突厥可汗国による中央アジア支配が始まり、常にその地には西面可汗と葉護（ヤブグ）が置かれ、各国の王は突厥可汗国の冊封を受けた。やがて突厥可汗国は東西に分裂し、中央アジアは西突厥によって支配されるが、相次ぐ可汗の失政により西域諸国の離反を招いた。しかし、射匱可汗（在位：612年 - 619年頃）と統葉護可汗（在位：619年頃 - 628年）の代になると、一時衰退していた西突厥を盛り返し、中央アジアの西域諸国を再びその勢力下に置くことに成功した。この頃から吐火羅国も西突厥の従属下になったと思われ、吐火羅国の王は葉護（ヤブグ）の称号を賜り、吐火羅葉護国となる。

### イスラーム王朝の支配

#### 正統カリフの時代
654年頃にバスラ総督アブドゥッラー・イブン＝アーミル麾下のアフナフ・イブン＝カイス率いるアラブ軍がホラーサーン征服のためトハーリスターン周辺に侵攻した。このときバルフはアフナフと和平条約を結んでイスラーム側に帰順した。

#### ウマイヤ朝の時代
661年、ムアーウィヤがウマイヤ朝の初代カリフとして即位すると、カイス・ブン・アル＝ハイサム・アッスラミーがホラーサーン総督として任命されたが、この時期にはバードギース、ヘラート、バルフといったホラーサーン東部の主要都市の多くがイスラーム政権側に離叛し、カイスは鎮定のためバルフをまず攻略してナウバハール寺院を破壊したと伝えられる。その後バルフの住民たちがカイスと再び和平条約を結びたいと願い出たため、これに応じて和約と安全保障の協定が結ばれた。バスラ総督のイブン＝アーミルはカイスの方針を弱腰であるとして厳しく問責したが、ヘラート、バードギースなどもバルフに続いて和平条約と安全保障を再度締結した。こうしてイスラーム勢力によって征服され、続くウマイヤ朝，アッバース朝，サッファール朝の支配を受けると、トハーリスターンの名称は使われなくなった。

## 言語・文字

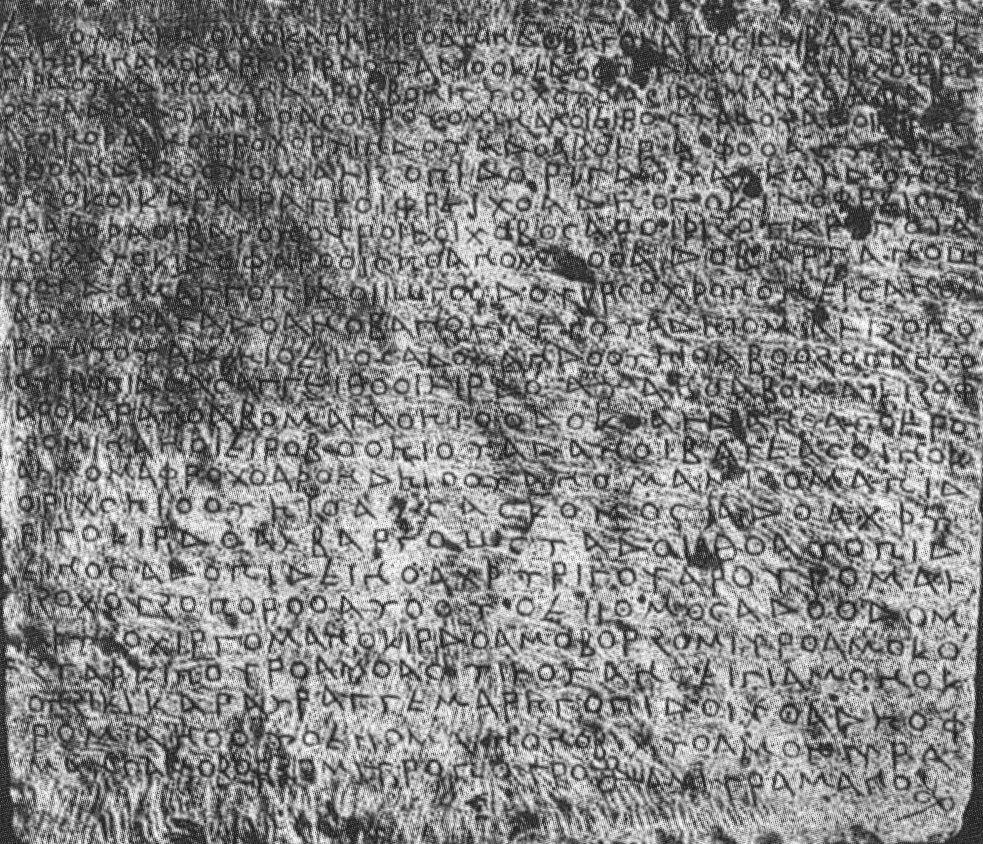
スルフ・コタル出土のバクトリア語碑文（1957年発掘）。ギリシア文字で書かれている。

この地方では、アレクサンドロス以来ギリシア語が使用されたが、クシャーナ朝以降イラン語派に属するバクトリア語が使用された。それを伝える物として、1957年発見のスルフ・コタル碑文や、1993年発見のラバータク碑文や貨幣、各種の書類がある。バクトリア語はギリシア文字で記される。7世紀、仏教経典を求めて中国大陸（唐）とインドを往復した玄奘の記録（『大唐西域記』）によると、「トハリスタンの文字は25文字で左から右に横読みし、言語も独特である」とある。これはギリシア文字24字＋shの1字のことと、バクトリア語の存在を記録したものである。8世紀以降になると、アラブ・イスラームの影響によって文字はアラビア文字に取って代わり、言語はテュルク語とペルシア語に取って代わられた。

## 参考資料
- 『史記』（大宛列伝）岩波文庫ほか
- 『漢書』（西域伝）ちくま学芸文庫ほか
- 『後漢書』（西域列伝）岩波書店ほか
- 『隋書』（西域伝）
- 『北史』（西域伝）
- 『旧唐書』
- 『新唐書』
- 護雅夫・岡田英弘編『民族の世界史4　中央ユーラシアの世界』山川出版社、1990年
- 岩村忍『文明の十字路＝中央アジアの歴史』講談社学術文庫、2007年。ISBN 4061598031
- 前田耕作『バクトリア王国の興亡』第三文明社〈レグルス文庫〉、1992年／ちくま学芸文庫、2019年。ISBN 4480099026
- 小松久男『世界各国史4　中央ユーラシア史』山川出版社、2000年。ISBN 463441340X
- ポンペイウス・トログス / ユスティヌス抄録『地中海世界史』合阪學 訳、京都大学学術出版会〈西洋古典叢書〉、1998年、ISBN 4876981078